# STS-75
La STS-75 è una missione spaziale del Programma Space Shuttle. In questa missione, per la prima volta un astronauta italiano ricopre il ruolo di mission specialist: si tratta di Maurizio Cheli. Nel corso della missione venne sperimentato il satellite Tethered TSS-1R.

## Equipaggio
- Andrew M. Allen (Comandante)
- Scott J. Horowitz (Pilota)
- Franklin R. Chang-Diaz (Comandante scientifico)
- Maurizio Cheli (Specialista di missione)
- Jeffrey A. Hoffman (Specialista di missione)
- Claude Nicollier (Specialista di missione)
- Umberto Guidoni (Specialista scientifico)

## Parametri della missione
- Massa: 10592 kg Carico utile
- Perigeo: 277 km
- Apogeo: 320 km
- Inclinazione orbitale: 28,5°
- Periodo: 1 ora, 30 minuti, 30 secondi